# Mesnil-sous-Vienne
Mesnil-sous-Vienne is een gemeente in het Franse departement Eure (regio Normandië) en telt 92 inwoners (1999). De plaats maakt deel uit van het arrondissement Les Andelys.

## Geografie
De oppervlakte van Mesnil-sous-Vienne bedraagt 5,5 km², de bevolkingsdichtheid is 16,7 inwoners per km².
De onderstaande kaart toont de ligging van Mesnil-sous-Vienne met de belangrijkste infrastructuur en aangrenzende gemeenten.

## Demografie
Onderstaande figuur toont het verloop van het inwonertal (bron: INSEE-tellingen).